# テクニカルライター
テクニカルライター（英：Technical_writer）とは、工業技術の専門的な内容を伴う文章を作成記述する専門ライターで、主には電化製品、機械・器具等の製品紹介や商品の仕様書、取扱説明書などで技術的内容の文書を専門に扱う執筆者、著作家をさす。媒体を介し読み手側の理解を容易にするため当事者間で情報を共有することを任務とする専門の情報コミュニケーターという側面がある。
これまでは印刷物、紙媒体が主であったが、こんにちは電子書籍、タッチパネル、視聴覚資料等さまざまな配信メディアが生み出され、活用がなされている。媒介の種類の例についてもオンラインヘルプ/マニュアル、白書、設計図書/設計仕様、プロジェクト計画およびソフトウェアテスト計画などがみられ、近年でもとくに教育工学/eラーニングの台頭に伴い、オンライントレーニング資料の作成などのものにも関与する機会が多数生じている。